# Life Blood
Pour plus de détails, voir Fiche technique et Distribution.
Life Blood est un film américain réalisé en 2009 par Ron Carlson.

## Synopsis
Le soir du réveillon du Nouvel An 1969, un couple de lesbiennes, nommé Brooke et Rhea, rencontrer le Créateur de l'Univers sur une autoroute de Californie après avoir quitté une soirée où Brooke a tué un violeur.

## Distribution
- Sophie Monk : Brooke Anchel
- Anya Lahiri : Rhea Cohen
- Patrick Renna : Dan Griggs
- Justin Shilton : Warren James
- Scout Taylor-Compton : Carrie Lain
- Charles Napier : Sheriff Tillman
- Danny Woodburn : Deputy Felix Shoe
- Marshall Manesh : Steve
- Angela Lindvall : Dieu
- Electra Avellan : Lizzy
- Gina Gallego : Patricia
- Jennifer Tung : officier Cook
- Stephen Taylor : Tim
- Stephanie Hodes : Jenny
- Mark Hodos : Bill
- Tava Smiley : elle-même